# Правовой режим информации
Правовой режим информации — нормативно установленные правила, определяющие степень открытости, порядок документирования, доступа, хранения, распространения и защиты информации, а также исключительные права на информацию. Основной целью введения правового режима информации является обеспечение информационной безопасности субъектов. Статья описывает данное понятие в разрезе законодательства, применяемого в Российской Федерации.

## Правовой режим как инструмент правового регулирования
Научно-технический прогресс характеризуется скачкообразным переходом к новейшим основам формирования производственного процесса. Стадия формирования общества и связанных с ним технологий характеризуется соответствующими особенностями: формирование базовой науки и также ее соседних сфер, а также междисциплинарный и систематический подход к получению информации. В этой связи развитие информационных правоотношений, их регулирование приобретает значение самостоятельной науки информационного права.
Формирование государственной политики в сфере информации началось в 1999 г. Впоследствии реализация государственной программы Российской Федерации «Информационное общество» (2011—2020), утвержденной постановлением Правительства РФ от 15 апреля 2014 г. № 313, стала переходным моментом в истории построения российского информационного общества. Целями указанной программы являлись повышение уровня жизни и улучшение качества работы граждан, улучшение условий работы организаций, формирование микроклимата для развития экономического потенциала страны на базе использования информационных и телекоммуникационных технологий.
Правовое регулирование информации и тождественный ему правовой режим направлены на закрепление баланса общества и государства в постоянно меняющихся условиях формирования общественных, экономических, производственных и иных видов отношений. Отдельное регулирование в сфере информации должно обеспечить своевременное в разрешение спорных ситуаций, связанных с реализацией права, а также сберечь механизм такой реализации для работы правовой системы в целом. В соответствии с указом Президента Российской Федерации от 7 мая 2018 г. № 204 «О национальных целях и стратегических задачах развития Российской Федерации на период до 2024 года» при разработке национальной программы «Цифровая экономика Российской Федерации» правительству поручено создать устойчивую и безопасную информационно-телекоммуникационной инфраструктуру высокоскоростной передачи, обработки и хранения больших объемов данных, доступной для всех организаций и домохозяйств, а также использовать преимущественно отечественное программное обеспечение государственными органами, органами местного самоуправления и организациями.
Отдельно следует выделить конституционную основу правового режима информации. В соответствии со ст. 29 Конституции Российской Федерации каждому гарантируется свобода мысли и слова. Каждый имеет право свободно искать, получать, передавать; производить; распространять информацию любым законным способом. По нормам действующего законодательства обладателями информации могут быть как физические и юридические лица, так и публично-правовые образования. Права обладателя информации — неисключительные и квазиабсолютные, возникающие в результате создания информации. Источниками такого права являются законы, а также договоры с предоставлением прав определять порядок доступа к информации.
Обладатель информации вправе определять порядок и условия доступа к информации (установление режима доступа к информации), однако это право может быть ограничено, использовать информацию, в том числе путем ее распространения и введения в оборот, а также вправе получить защиту от несанкционированного получения или использования информации.

## Признаки правового режима информации
Правовой режим информации характеризуется следующими признаками:
1. информация рассматривается как объект права и имеющий нематериальную природу;
2. устанавливается в целях достижения желаемого социального эффекта;
3. отражается в нормах и правилах, которые в своей совокупности призваны обеспечить достижение поставленной цели;
4. правила установлены государством, то есть имеют общеобязательную силу;
5. правила представляют собой систему, сочетающую в себе в различном соотношении запреты и обязывания, льготы и дозволения.[7]

Правовой режим конкретного информационного объекта является производным от общего правового режима информации, однако может характеризоваться существенными особенностями. Применительно к информации в целом, в основе ее правового регулирования лежит принцип свободы информации, провозглашенный Всеобщей декларацией прав человека, утвержденной Генеральной Ассамблеей ООН 10 декабря 1948 г., Европейской конвенцией о защите прав человека и основных свобод от 4 ноября 1950 г., Международным пактом о гражданских и политических правах от 16 декабря 1966 г., а также конституциями некоторых стран мира (в том числе и России). Кроме того, существует Окинавская хартия глобального информационного общества, принятая в Японии 22 июля 2000 г., которая закрепляет понятие информационного общества и его влияния на развитие общества и экономики стран.
Правовой режим информационных ресурсов определяется нормами, устанавливающими:
- порядок документирования информации;
- право собственности на отдельные документы и их массивы;
- категорию информации по уровню доступа к ней;
- порядок правовой защиты информации.[источник не указан 1512 дней]

## Информационная безопасность как цель правового режима информации
Национальная безопасность Российской Федерации находится в прямой зависимости от способности обеспечить информационную безопасность. В этих целях президентом Российской Федерации утверждена Доктрина информационной безопасности, которая конкретизирует нормы Концепции национальной безопасности Российской Федерации. Данная доктрина закрепила круг национальных интересов России в информационной сфере, вероятных угроз причинения вреда этим интересам, также единую систему обеспечения информационной безопасности. Правоотношения, которые определяют правовое положение субъектов и объектов, участвующих в сфере информационных коммуникационных технологий, напрямую относятся к обеспечению информационной безопасности.
Объекты, подлежащие защите информации
- сведения, отнесенные к государственной тайне защищаются уполномоченными органами на основании закона РФ «О государственной тайне» от 21.09.93 № 182-ФЗ;

- конфиденциальная информация охраняется собственником информационных ресурсов или уполномоченным лицом на основании Федерального закона "Об информации, информационных технологиях и защите информации от 27.07.2006 № 149-ФЗ;
- персональные данные охраняются Федеральным законом «О персональных данных» от 27.07.2006 № 152-ФЗ.[источник не указан 1512 дней]

Режим общедоступной информации (информации, известной широкому кругу лиц и доступной для ознакомления в общедоступных и проверяемых источниках: сведения государственной статистики; сведения о научных открытиях, содержащиеся в научных изданиях сведения, содержащиеся в открытых государственных реестрах; информация о размещении заказов на поставки товаров, выполнение работ, оказание услуг для государственных (муниципальных) нужд; т. н. «открытые данные» и др., а также иной информации, доступ к которой не ограничен — любая иная информация, помимо «очевидных», общеизвестных сведений, которая была обнародована тем или иным способом ее обладателем либо для нее установить принадлежность конкретному обладателю не представляется возможным) подразумевает свободу не только доступа, но и использования информации.
Специальные правовые режимы ориентированы на охрану информации (сведений), свободное распространение которой может нарушать права и законные интересы общества, государства, личности. Специальным режимом ограничивается доступ как к информации, ее использованию и распространению, но и определяется категория строгости регулирования, возможные исключения, основания для таковых, порядок введения и прекращения действия режима и сроки его действия во времени, пространстве и по кругу лиц.
Государство правомочно выкупить документированную информацию у физических и юридических лиц, если данная информация отнесена к государственной тайне. Лицо, имеющее в собственности информационные ресурсы, содержащие сведения с государственной тайной, может распоряжаться этой информацией только с разрешения соответствующих органов государственной власти. Государственные информационные ресурсы Российской Федерации являются общедоступными и открыты для всех, однако документированная информация, отнесенная законом к категориям ограниченного доступа, является исключением. В соответствии с правовым режимом документированная информация с ограниченным доступом подразделяется на информацию, отнесенную к государственной тайне, и конфиденциальную.

## Органы, уполномоченные на осуществление правового регулирования в информационной сфере
Полномочия применительно к регулированию отношений в информационной сфере в соответствии с Конституцией РФ осуществляют Президент РФ, Федеральное Собрание (Совет Федерации и Государственная Дума), Правительство РФ, суды РФ, а также конституционные федеральные органы государственной власти с особым статусом: Счетная Палата РФ, Центральная избирательная Комиссия РФ, Центральный Банк РФ, Уполномоченный РФ по правам человека, Прокуратура РФ.